# 邱孝利
邱孝利（1972年5月15日－），马来西亚政治人物，祖籍中国广东大埔，出生于柔佛州峇株巴辖，现居新山。他是马来西亚民政党（Parti Gerakan Rakyat Malaysia）全国副主席，曾任柔佛州务大臣特别事务官，以及依斯干达公主城市政厅（MBIP）市议员。

## 背景与教育
邱孝利自小在新山成长，其父母为小贩，在新山大马小贩中心经营经济米粉摊。他曾就读于新山宽柔四小和苏丹依斯迈国中（SMK Sultan Ismail），中学毕业后考获大马高等教育文凭（STPM），随后在RIMA College修读商业行政管理，获得文凭，并曾担任代课教师。

## 政治生涯
2003年，邱孝利结识民政党时任全国副主席张国智，开始参与整顿民政党巴西古当支部。2004年，张国智当选士姑来州议员后，他被任命为其特别助理。
2011年起，他被委任为新山市议员，后连任三届，并见证新山市议会从MPJBT升格为依斯干达公主城市政厅（MBIP）。任内他曾担任市议员财政，参与基层事务与基础设施建设。
2016年，他受时任柔佛州务大臣委任为特別事务官，担任沟通政府与华社的桥梁，反映社区需求。
他也曾担任民政党柔佛州青年团团长、公共服务与投诉局主任、公民权申请小组主任等职务。

## 现任职务
- 马来西亚民政党全国副主席（自2018年起）[1]

## 过去职务
- 柔佛州务大臣特別事务官
- 依斯干达公主城市政厅（MBIP）市议员

## 选举成绩
| 年份   | 选区           | 所属政党                  | 得票  | 得票率 | 主要对手（政党）     | 得票   | 得票率 | 其他对手（政党）             | 得票   | 得票率 | 总投票数 | 多数票 | 投票率 |
| ------ | -------------- | ------------------------- | ----- | ------ | -------------------- | ------ | ------ | ---------------------------- | ------ | ------ | -------- | ------ | ------ |
| 2018年 | 柏玛尼斯州议席 | 马来西亚民政党（Gerakan） | 7,941 | 43.17% | 张发虎（人民公正党） | 8,304  | 45.14% | Normala Sudirman（伊斯兰党） | 2,151  | 11.69% | 18,843   | 363    | 84.40% |
| 2022年 | 柏伶州议席     | 马来西亚民政党（Gerakan） | 8,829 | 20.66% | 刘镇东（希盟）       | 18,628 | 43.59% | 陈贤绮（国阵）               | 15,281 | 35.76% | 42,738   | 3,347  | 43.28% |